# Pantaleó de Nicomèdia
Pantaleó, Pantoleó o Panteleemó  (en llatí Pantaleon o Pantoleon o Panteleemon, en grec antic Πανταλέων o Παντολέων o Παντελεήμων) va ser un metge de Nicomèdia a Bitínia del segle iii. Cristià i màrtir, és venerat com a sant per totes les confessions cristianes.

## Biografia
Fill d'Eustorgi, un ric ciutadà defensor de la religió pagana, i d'Eubula, una dona cristiana., la seva mare va morir quan Pantaleó encara era jove. Va estudiar medicina amb un metge anomenat Eufrosí i per la seva conducta va atreure l'atenció de l'emperador Maximià que el va cridar per ocupar un lloc destacat entre els metges imperials. En aquest temps es va relacionar amb un vell cristià de nom Hermolau i les seves creences cristianes incipients es van reforçar i es va batejar.

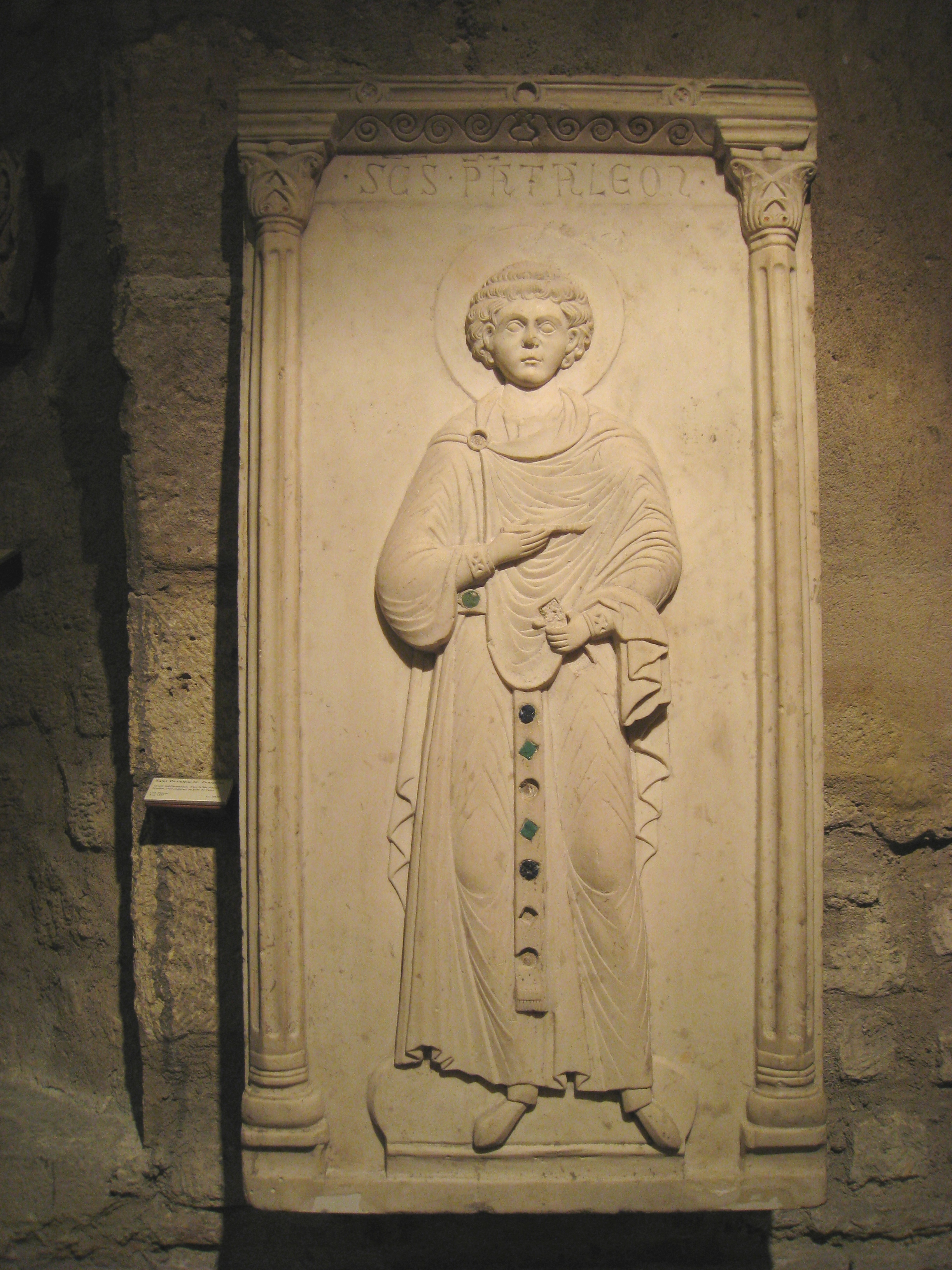
Relleu medieval amb el sant (París, Hôtel de Cluny).

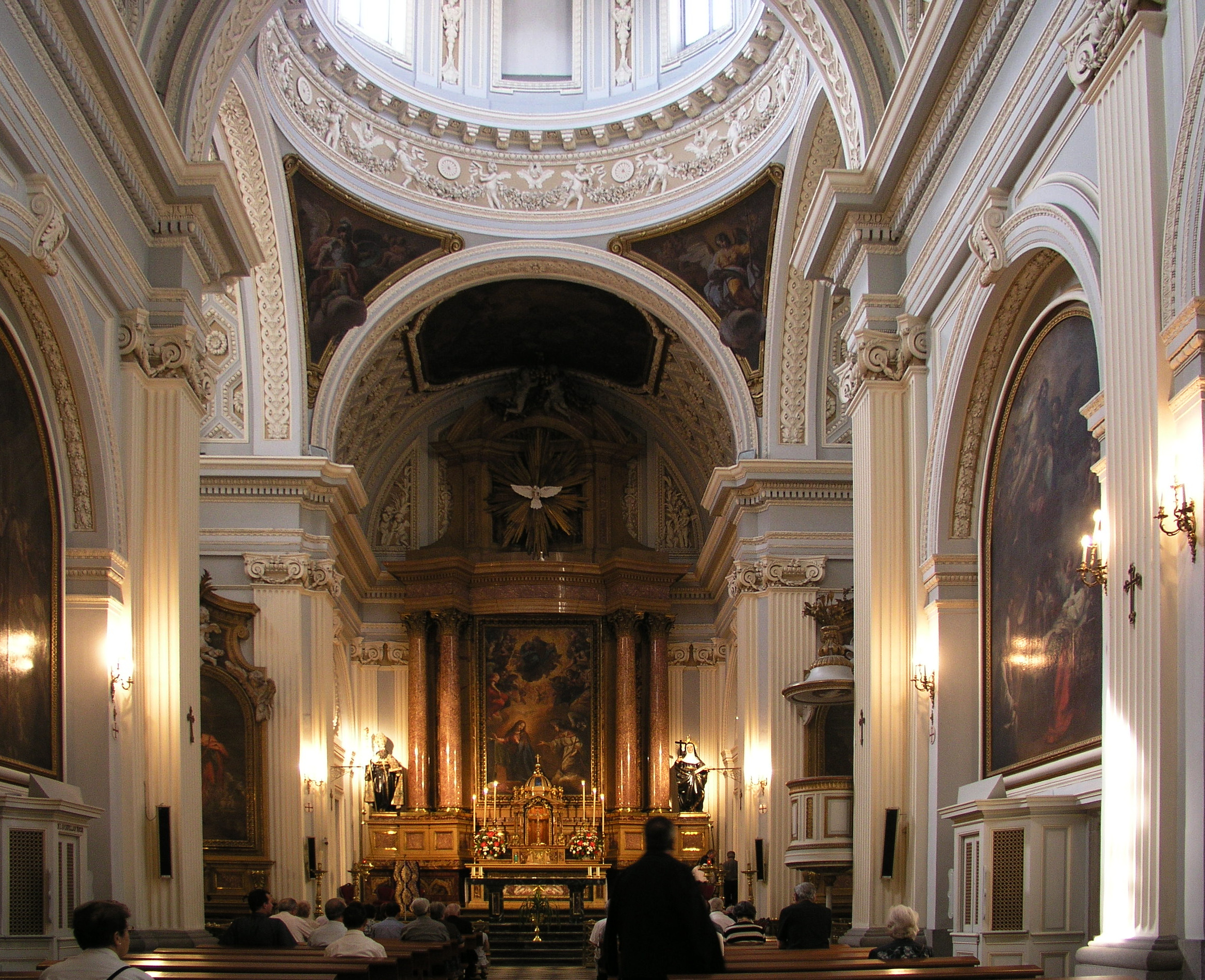
Monestir de l'Encarnació (Madrid), on es produeix el miracle de la liquació cada 27 de juliol.

Després de predicar al seu pare va aconseguir la seva conversió. Mentre, com a metge, feia gran nombre de curacions i va despertar l'enveja d'alguns, fins que fou denunciat com a cristià. Fou convidat a tornar al paganisme però va rebutjar; sotmès a tortura no va cedir i finalment fou decapitat, execució reservada als ciutadans romans, probablement el 303. La seva memòria es commemora el 27 de juliol.
Simeó Metafrastes va escriure un relat sobre la seva vida.

## Miracle de la liquació
A Espanya, la fama de Pantaleó es deu, en bona part, al fet, considerat com un miracle per l'Església Catòlica, que tots els anys a Madrid la vigília del 27 de juliol, festa del sant, la relíquia de la sang coagulada del sant que es conserva al Reial Monestir de l'Encarnació es liqua.
En aquest dia, un sacerdot exposa a l'altar de forma solemne, una ampolla de la mida aproximada d'una pera que conté la sang solidificada del sant. Després de resar, la sang, normalment sòlida i de color negre, es torna líquida i vermella augmentant-ne el volum. Els anys que aquesta liquació no es produeix correctament, es diu que seran anys de desgràcies.

### Explicació científica
Segons l'explicació científica, aquest comportament és habitual en fluids anomenats no-newtonians, en particular en els materials anomenats pseudoplàstics, que es comporten com sòlids quan estan en repòs i es tornen més fluids quan se sotmeten a algun tipus d'esforç, i tixotropia, que tenen memòria. En la revista científica Nature es publicà l'any 1991 un article que explicava el fenomen de la liquació de la sang. El professor de química orgànica de la Universitat de Pavia, Luigi Garlaschelli, va reproduir el miracle amb una barreja de calç, clorur de ferro hidratat i aigua salada.

## Iconografia
Els seus atributs i la seva indumentària fan referència a la seva condició de metge, igual que els sants Cosme i Damià. Un pot de farmàcia es probablement l'atribut més freqüent.
També se'l pot veure amb els atributs del seu martiri, principalment un clau.
- Mosaic del monestir de Sant Lluc el venerable, s. 11
- Bust reliquiari de Sant Pantaleó, s. 15-16, Porto, Museu Nacional Soares dos Reis[6]
- Sant Pantaleó, pintura sobre taula, s. 16, Sevilla, Museu de Belles Arts[7]